# Barstubyggning

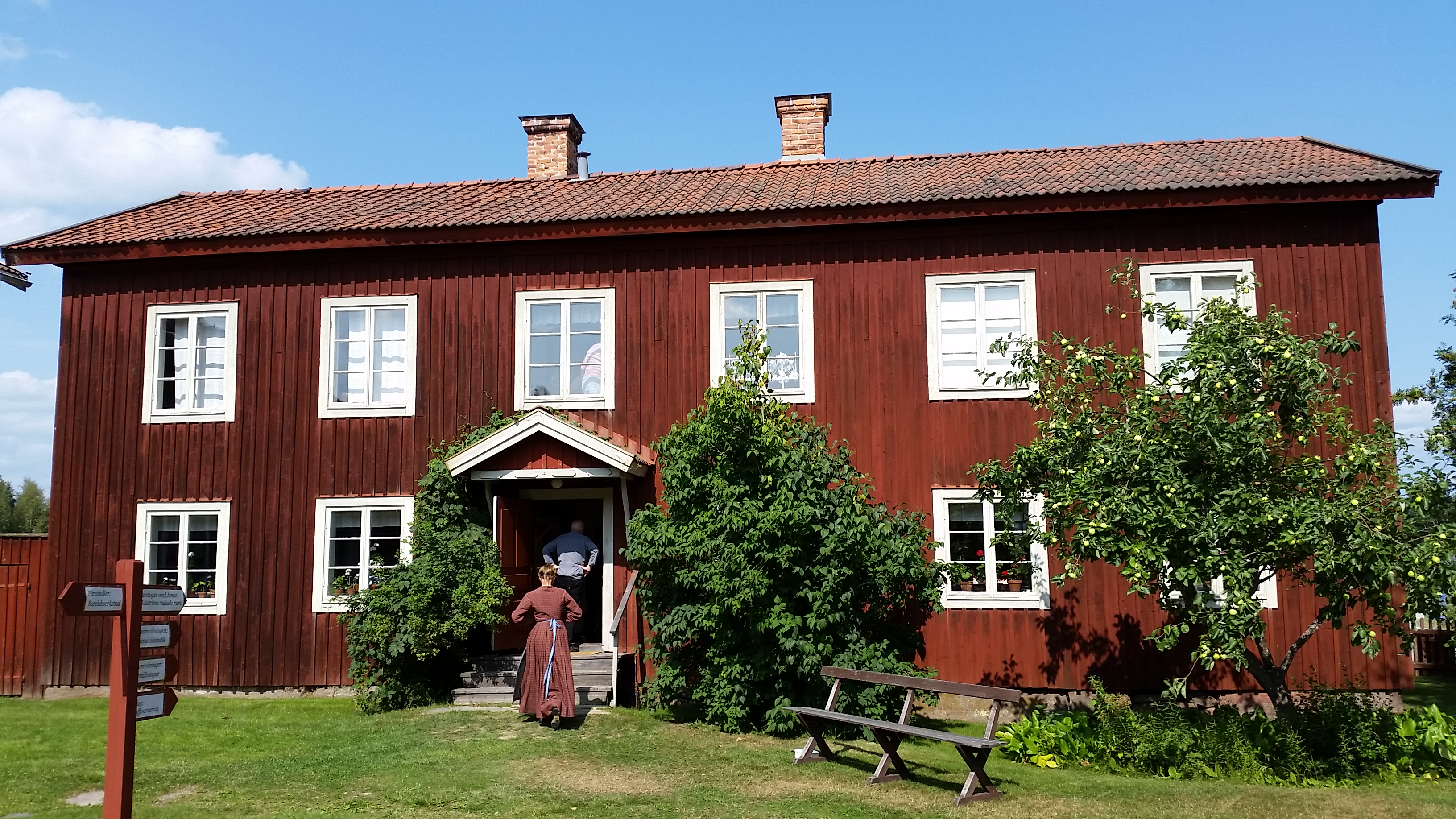
Barstubyggning på Hälsningegården Gästgivars.

Barstubyggning eller harrstubyggning fanns på varje fullständigt bebyggd bondgård i de flesta Hälsinglands socknar och innehöll i regel tre till fyra rum, däribland harrstugan, millakammaren och barstugan.
I harrstugan hölls bröllopsdansen, där döptes de nyfödda, där hade de unga sina julgillen, där hölls husförhören, och där var även den sista viloplatsen för den avlidne, innan han bars ut från gården.
Millakammarn var ett skänkrum, där gästerna serverades. Under husförhören fick samtliga närvarande där en snaps sirapsbrännvin med en stor brun brödskiva såsom tilltugg och under hela husförhöret bjöds där starkt hembryggt öl ur glänsande silverbägare.
I barstugan undervisades barnen av den ambulerande skolmästaren, som bönderna turades om att föda och härbärgera under en vecka. Härav har förmodligen hela barstubyggningen sitt namn.